# Лизика Јанчар Мајда
Лизика Јанчар — Мајда (Марибор, 27. октобар 1919 — Бело, код Медвода, 20. март 1943) била је студент медицине, учесница Народноослободилачке борбе и народни херој Југославије.

## Биографија
Рођена је 27. октобра 1919. године у Марибору. Основну школу и гимназију завршила је у Марибору. Године 1937, као ђак гимназије, постала је чланица Савеза комунистичке омладине Југославије. После завршене гимназије уписала је студије медицине у Београду. У револуционарни раднички покрет укључила се у мариборској гимназији и деловала у радничком друштву Узајамност, а касније у фирми Радио у Љубљани.
Од почетка рата је радила за Народноослободилачки покрет Југославије, преносила илегалну литературу, водила интендантуру цивилног сектора и др. Она и њен брат Руди (члан КПЈ од 1932. године) преселили су се у Љубљану и, по налогу КПЈ, запослили се у трговини радио-апаратима, одакле су радио-материјалом снабдевали Ослободилачки фронт и НОВЈ. Чланица Комунистичке партије Југославије (КПЈ) постала је крајем 1941. године. У фебруару 1943. отишла је у партизане у Доломитски партизански одред, где је радила као помоћни радио-телеграфиста.
Дана 17. марта 1943. године, започела је италијанско-немачка офанзива против Доломитског одреда. Приликом пробоја непријатељског обруча, Лизика је била једна од ретких преживелих из своје групе. Са својом другарицом се, након пробоја 19. марта, склонила у оближње село Бело да нађу храну и везу. Тамо су наишле на белогардисте, који су их заробили. Тражили су од ње да ода скровиште и партизанске радио-везе, али пошто ни после мучења нису ништа дознали, убили су је ујутро 20. марта.
Указом председника ФНР Југославије Јосипа Броза Тита 27. новембра 1953.  проглашена је за народног хероја.